# Басу (Јон)
Басу (фр. Bassou) насеље је и општина у источном делу централне Француске у региону Бургоња, у департману Јон која припада префектури Осер.
По подацима из 2011. године у општини је живело 808 становника, а густина насељености је износила 198,04 становника/km². Општина се простире на површини од 4,08 km². Налази се на средњој надморској висини од 90 метара (максималној 164 m, а минималној 81 m).

## Демографија
| 1962. | 1968. | 1975. | 1982. | 1990. | 1999. | 2011. |
| ----- | ----- | ----- | ----- | ----- | ----- | ----- |
| 479   | 504   | 537   | 591   | 676   | 739   | 808   |

График промене броја становника у току последњих година